# Panorama Towers
O Panorama Towers é um complexo de condomínio residencial localizado em Paradise, Nevada. Desenvolvido por Laurence Hallier e Andrew Sasson, o complexo de 635 unidades de vidro azul-aqua, de US$ 600 milhões, fica em 8,5 acres  na Dean Martin Drive e está localizado centralmente em frente à Las Vegas Strip a 1,6 km do CityCenter.
O complexo é composto por duas torres, concluídas em 2006 e 2007. Uma terceira torre foi concluída em 2008 e mais tarde foi renomeada como The Martin em 2011. Uma quarta torre havia sido planejada, mas nunca foi construída. Com a abertura da Torre I em 2006, a estrutura de 130 metros de altura foi a 16ª mais alta de Las Vegas Valley no momento da construção e atualmente ocupa a 35ª posição junto com o Marriott's Grand Chateau.

## História

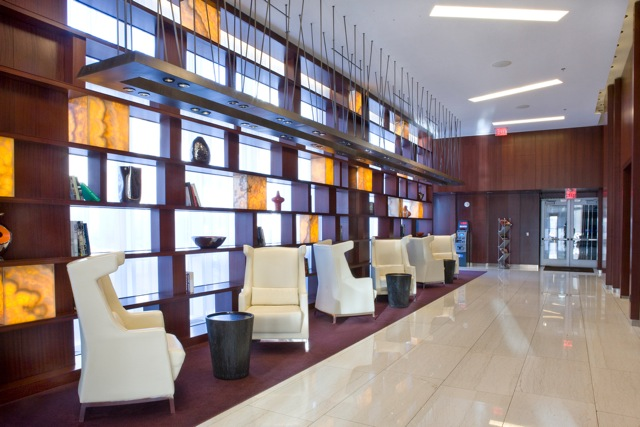
Saguão das Torres Panorama

Panorama Towers foi anunciada em 7 de setembro de 2003, como um empreendimento comercial entre os parceiros Andrew Sasson e Laurence Hallier, proprietário da Sasson/Hallier Development LLC. O projeto foi anunciado como um complexo de condomínios de 250 unidades, com 30 andares e construído em 10,5 acres de terra. A empresa de arquitetura com sede em Las Vegas, Klai Juba, foi contratada para projetar o projeto. As icônicas torres de vidro azul-água da Klai Juba foram nomeadas e ganharam inúmeros prêmios pelo serviço de design, construção e excelência do complexo. Entre as muitas honrarias estava o prêmio de arquitetura The Best of Las Vegas, pelos editores do Las Vegas Review Journal, e "Arranha-céu do Ano" pelo Instituto de Associações Comunitárias. Sasson descreveu a clientela alvo do Las Vegas Sun como residentes locais que desfrutam de um design sofisticado e a localização central ideal de estar a apenas uma quadra do coração da Las Vegas Strip, que ele chamou de beira-mar de Las Vegas. O projeto foi nomeado por suas vistas panorâmicas da Las Vegas Strip e do  .
As vendas para uma segunda torre começaram em julho de 2004. Em setembro de 2004, a construção estava em andamento em uma das torres. Naquele mês, uma terceira torre de 35 andares, medindo 152,5 metros de altura, foi aprovada pelo condado de Clark. A terceira torre seria um pouco menor do que as outras duas torres, com apenas 250 unidades em comparação com as outras 350. A segunda torre estava programada para começar a construção em janeiro de 2005, com a construção na terceira torre programada para começar seis meses depois. Durante a construção, os atores Leonardo DiCaprio e Tobey Maguire compraram unidades no Panorama Towers. DiCaprio também participou da cerimônia de lançamento da pedra fundamental, realizada em outubro de 2004.
A construção das duas primeiras torres estava em andamento em abril de 2005, altura em que um processo foi instaurado contra as empresas relacionadas por Sasson/Hallier. As duas empresas haviam negociado anteriormente uma possível joint venture para o projeto Panorama Towers, e Sasson/Hallier forneceu várias informações do banco de dados - incluindo contratos, finanças e informações de marketing - à Related, como parte das negociações. Por fim, as negociações falharam e Sasson/Hallier alegou que a Related mantinha as informações do banco de dados para desenvolver e comercializar seu projeto do condomínio Icon proposto.
Em março de 2006, uma quarta torre estava sendo planejada. A quarta torre deveria ser construída ao sul da propriedade,  e deveria ter 44 andares de altura. Uma cerimônia doe lançamento da pedra fundamental para a terceira torre foi realizada em 21 de abril de 2006. Pamela Anderson apareceu no evento como a data de Hallier. Anderson, que se referiu ao projeto como "Pamorama", se tornaria residente na futura quarta torre e disse que contrataria David LaChapelle para projetar sua nova residência. Naquela época, a primeira torre – com 33 andares, com 308 unidades – estava 90% concluída, com inauguração prevista para julho de 2006, aproximadamente seis meses depois do planejado inicialmente. A segunda torre naquela época, e foi programado para ser concluído em janeiro de 2007. MJ Dean Construction foi o empreiteiro geral da primeira e segunda torre, enquanto Taylor International foi o empreiteiro geral da terceira torre, que foi construída ao norte da Avenida Harmon e das duas torres.  A primeira torre foi inaugurada em dezembro de 2006, enquanto a segunda – com 326 unidades – estava programada para abrir no verão de 2007. A primeira e a segunda torre foram construídas a um custo estimado de US$ 300 milhões.
Em abril de 2007, um vice-presidente de vendas do projeto disse que não havia cronograma para o desenvolvimento da quarta torre devido ao questionário do mercado local de arranha-céus. A segunda torre abriu no final de 2007. Em janeiro de 2008, Hallier disse que a segunda torre havia vendido 98% de suas 320 unidades. A terceira torre, Panorama North, foi concluída em 2008.  Em 2009, Hallier listou seus ''chairman's penthouse''  de três andares de 650 m² na primeira torre à venda, ao preço de US$ 2,8 milhões. Em 2011, o Panorama North foi desmembrado como uma propriedade separada, sendo renomeada The Martin.

## Galeria

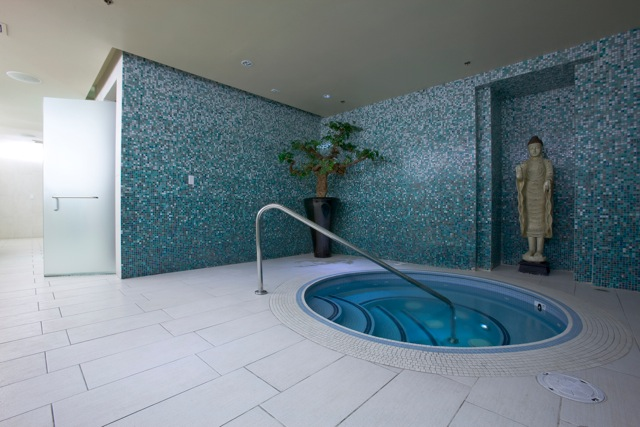
Uma das banheiras de hidromassagem localizadas nos spas do Panorama Towers
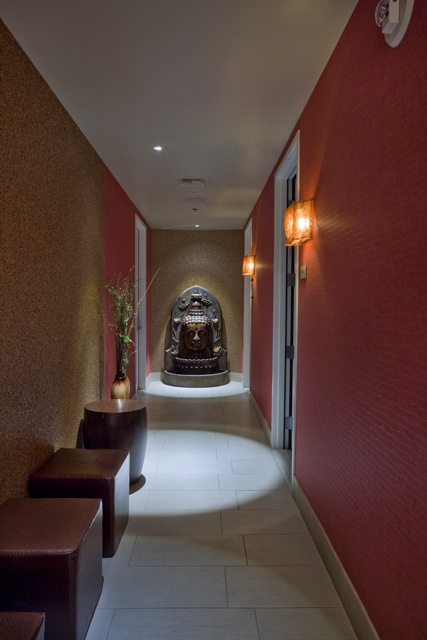
Entrada para uma das instalações de spa do Panorama Towers
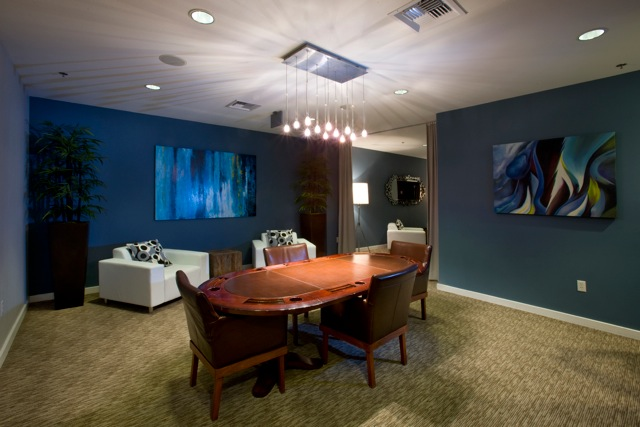
Uma das salas de poker
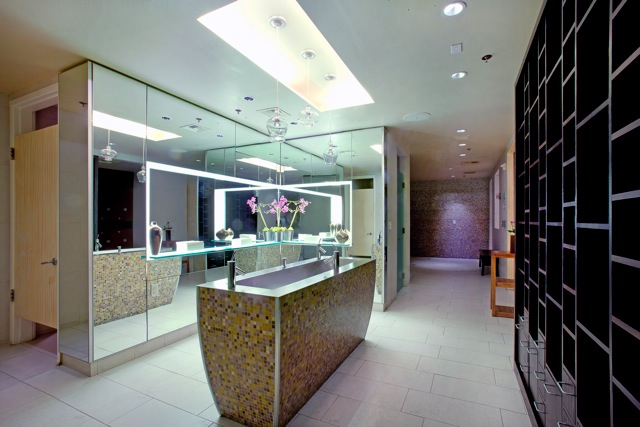
Uma das salas de sauna
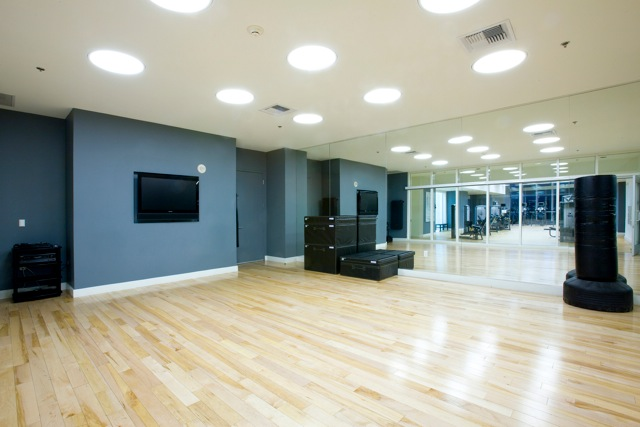
O estúdio de yoga
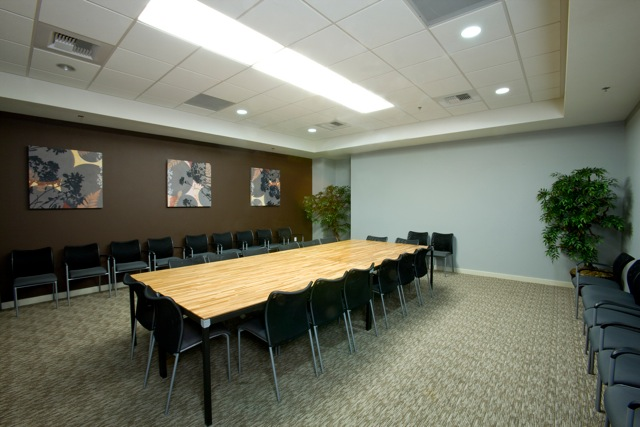
Uma das salas de conferência
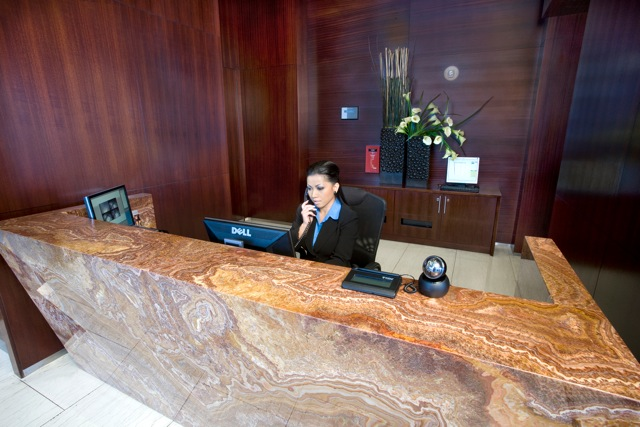
Uma das mesas de concierge 24 horas
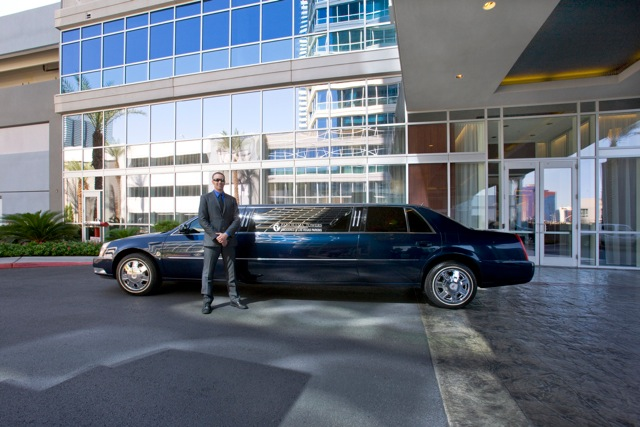
Uma das limusines para os residentes